# Ремечвіль
Ремечвіль (нім. Remetschwil) — громада  в Швейцарії в кантоні Ааргау, округ Баден.

## Географія
Громада розташована на відстані близько 85 км на північний схід від Берна, 22 км на схід від Аарау.
Ремечвіль має площу 3,9 км², з яких на 19,5% дозволяється будівництво (житлове та будівництво доріг), 57,1% використовуються в сільськогосподарських цілях, 23,4% зайнято лісами, 0% не є продуктивними (річки, льодовики або гори).

## Демографія
2019 року в громаді мешкало 2019 осіб (+0% порівняно з 2010 роком), іноземців було 14,1%. Густота населення становила 520 осіб/км².
За віковим діапазоном населення розподілялося таким чином: 21,4% — особи молодші 20 років, 61,2% — особи у віці 20—64 років, 17,4% — особи у віці 65 років та старші. Було 814 помешкань (у середньому 2,5 особи в помешканні).
Із загальної кількості 520 працюючих 50 було зайнятих в первинному секторі, 160 — в обробній промисловості, 310 — в галузі послуг.